# Zionsville, Indiana
Zionsville är en stad (town) i Boone County, i delstaten Indiana, USA. Enligt United States Census Bureau har staden en folkmängd på 23 668 invånare (2011) och en landarea på 26,6 km².